# Rete filoviaria di Genova (1938-1973)
La rete filoviaria di Genova era la rete di filovie che serviva la città di Genova. Fu in esercizio dal 1938 al 1973.

## Storia

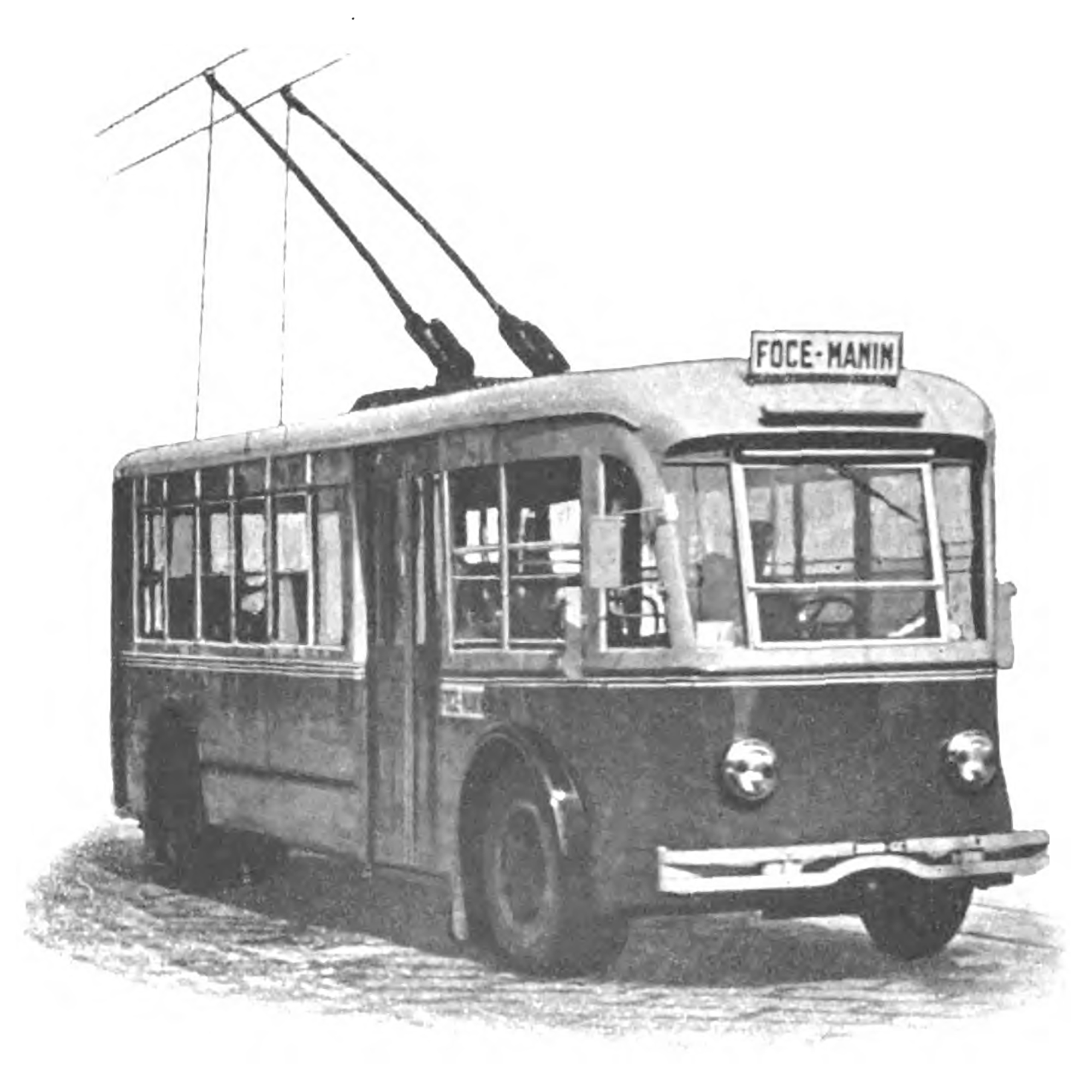
La prima filovia di Genova, inaugurata il 13 aprile 1938, con la linea "Foce-Manin". Il viaggio inaugurale venne svolto dalle vetture n. 200 e n. 201, con a bordo il prefetto, il podestà, il federale, il questore e l'amministratore delegato della UITE, onorevole Marchi, e il direttore ingegnere Barbieri.

In seguito alle sanzioni economiche dovute alla guerra d'Etiopia il governo impose direttive sull'uso dei carburanti, privilegiando quelli di produzione nazionale. Nel 1937 l'ingegner Giuseppe Barbieri, direttore dell'UITE (società esercente le reti automobilistiche e tranviarie di Genova) propose l'introduzione del servizio filoviario, ritenuto più economico e veloce di quello automobilistico.
Si proposero due linee: Boccadasse-piazza Manin-corso Montegrappa e Piazza De Ferrari-Castelletto, che avrebbero reso possibile (in particolare la seconda) di accorciare la distanza tra piazza De Ferrari e la parte alta di Genova.
Il primo filobus arrivò nel capoluogo ligure presso lo scalo Terralba il 24 febbraio 1938 e fu immesso in servizio di prova sulla tratta Piazza della Vittoria-Foce; il servizio regolare iniziò il successivo 13 aprile alle ore 21 alla presenza delle autorità cittadine. La linea serviva la centrale via XX Settembre, da cui pochi anni prima erano stati rimossi i tram.
I bombardamenti cui fu soggetta Genova durante la seconda guerra mondiale colpirono pesantemente la rete e i rotabili: nel 1944 il servizio filoviario era limitato alla sola tratta Foce-Principe.
In seguito al successo del nuovo mezzo, dopo la seconda guerra mondiale si decise di eliminare le tranvie da tutte le strade del centro sostituendole con i filobus, considerati più adattabili alle condizioni del traffico; sulle linee collinari, inoltre, il filobus dimostrava migliori doti di accelerazione e minori consumi di energia. Il programma fu attuato dal 1º luglio 1949, con la filoviarizzazione della tratta Manin-Lido, e proseguì negli anni successivi.
Al tempo della sua massima estensione (1955) la rete era costituita di 9 linee per complessivi 27 km di rete. Le linee filoviarie servivano solo le aree centrali della città, al contrario delle tranvie, che si estendevano su tutta la "Grande Genova". Nel 1956 un nuovo piano dei servizi autofilotranviari presentato dall'UITE stabilì che i servizi tranviari dovessero essere sostituiti con autobus e filobus; contemporaneamente si accertava la convenienza di non potenziare gli impianti filoviari, in quanto i filobus erano ritenuti un ostacolo per la circolazione cittadina e un costo eccessivo per l'esercizio.
Nel 1959 si decise di procedere ad un alleggerimento del servizio filoviario nella zona centrale di Genova, congestionata, sostituendolo con autobus; inoltre era necessario sostituire i mezzi più vecchi. Dal 1º gennaio 1960 iniziò la graduale sostituzione dei filobus con autobus; negli anni successivi la rete fu progressivamente ridotta (rimasero per ultime le linee 33, 34, 36 e 37), sostituendo le linee con autobus, fino alla chiusura totale il 10 giugno 1973.
70 Foce - p.za De Ferrari - p.za Corvetto (rit. p.za Fontane Marose) - staz. Principe
74 p.za De Ferrari - p.za Tommaseo - Lido
75 p.za Dinegro - staz. Principe - p.za Corvetto - staz. Brignole - c.so Sardegna (successivamente prolungata a Piazza Guicciardini, a Marassi, e rinumerata come 37)
77 p.za Dinegro - staz. Principe - p.za Corvetto - staz. Brignole - ospedale San Martino (poi sostituita dalla linea di autobus 38, diventata 18 nel 1973 e prolungata a Sampierdarena)
81 p.za Dinegro - staz. Principe - p.za Corvetto - p.za Manin - cimitero di Staglieno (poi rinumerata come 34)
83 staz. Brignole - p.za De Ferrari - p.za Corvetto - p.za Manin - circ. a Monte - staz. Principe - p.za Principe (poi rinumerata come 33)
84 p.za De Ferrari - p.za Corvetto - p.za Manin - c.so Monte Grappa (successivamente sostituita dalla linea di autobus 49)
85 p.za Manin - p.za Corvetto - staz. Brignole - p.za Tommaseo - Lido (poi rinumerata come 36)
89 v. Vannucci - v. Fieschi - p.za De Ferrari - p.za Corvetto (rit. p.za Fontane Marose) - staz. Principe - v. Napoli (poi sostituita dalla linea di autobus 35)

## Mezzi
| Numeri fino al 1946 | Numeri dal 1946 | Anno      | Telaio              | Carrozzeria | Parte elettrica | Note                                                                                     |
| ------------------- | --------------- | --------- | ------------------- | ----------- | --------------- | ---------------------------------------------------------------------------------------- |
| 200 a 207           | 2200 a 2206     | 1938      | Isotta Fraschini F1 | Stanga      | TIBB            |                                                                                          |
| 208 a 210           | 2210            | 1939      | Fiat 635F           | Varesina    | Ansaldo         |                                                                                          |
| 211 a 213           | 2211 a 2213     | 1939      | Alfa Romeo 500 F    | Stanga      | Marelli         |                                                                                          |
| 199                 | 2199            | 1939      | SPA 34C             | UITE        | Ansaldo         | Ex autobus                                                                               |
| 300 a 306           | 2303, 2305      | 1939-1940 | Breda               | Breda       | Ansaldo         |                                                                                          |
| 214 a 219           | 2214 ... 2219   | 1940      | Isotta Fraschini F2 | Stanga      | TIBB            |                                                                                          |
| 220 a 225           | 2220 a 2224     | 1941      | Fiat 656F/583       | Casaro      | Marelli         |                                                                                          |
| 5176                | 2311            | 1944      | Alfa Romeo 110AF    | Casaro      | Ansaldo         | In origine destinato alla rete di Napoli                                                 |
| -                   | 2312 a 2316     | 1948-1949 | Alfa Romeo 110AF    | Piaggio     | Ansaldo         |                                                                                          |
| -                   | 2321 a 2335     | 1949-1950 | Fiat 672F           | Cansa       | TIBB            |                                                                                          |
| -                   | 2351 a 2365     | 1949-1950 | Alfa Romeo 140AF    | Piaggio     | Ansaldo         |                                                                                          |
| -                   | 2231 a 2247     | 1950      | Fiat 668F           | Cansa       | TIBB            |                                                                                          |
| -                   | 2366 a 2380     | 1950-1951 | Alfa Romeo 140AF    | Bagnara     | Ansaldo         |                                                                                          |
| -                   | 2258 a 2265     | 1950-1951 | Fiat 668F           | Piaggio     | Ansaldo         |                                                                                          |
| -                   | 2248 a 2257     | 1951      | Fiat 668F           | Cansa       | Ansaldo         | Alcuni venduti nel 1975 alla rete della Spezia                                           |
| -                   | 2226 a 2230     | 1953      | Fiat 668F/210       | Cansa       | TIBB            | Alcuni venduti nel 1963 alla rete di Chieti, alcuni venduti nel 1973 alla rete di Rimini |
| -                   | 2266 a 2275     | 1953      | Fiat 668F/240       | Piaggio     | Ansaldo         | Venduti nel 1963 alla rete di Ancona                                                     |